# QForm 2D/3D
QForm 2D/3D — программный комплекс для моделирования и оптимизации процессов обработки металлов давлением. Программа основана на методе конечных элементов, разрабатывается фирмой «КванторФорм» (Россия). Разработка комплекса началась в 1991 году с выпуска программы FORM-2D.

## Применение
QForm моделирует холодную и горячую объемную штамповку, ковку, продольную, сортовую и винтовую прокатки, листовую штамповку, раскатку колец, прессование профилей, термообработку и эволюцию микроструктуры. Доступны модули проектирования инструмента (САПР): создание валков (Калибр), матриц экструзии (QExDD) и инструмента предварительных операций (QForm Direct). QForm содержит базы материалов (в том числе для холодного деформирования), смазок и оборудования. Отдельные модули адаптированы под специализированные процессы.
Цели использования программы:
- снижение затрат на производстве за счет отсутствия экспериментов и пробных штамповок,
- расчёт новой технологии производства — подбор материалов заготовки и инструмента, выбор оборудования и расчёт нагрузок, количества операций, режимов нагрева и охлаждения и др.
- улучшение качества продукции — выявление и устранение дефектов, анализ и улучшение стойкости инструмента,
- оптимизация проектирования, организация цифрового производства.

## Краткая техническая характеристика
Основной метод моделирования процессов — метод конечных элементов. Расчитываемая область (заготовка, инструмент) разбивается на некоторое количество элементов, имеющих форму треугольников или гексаэдров. В каждом отдельном элементе решается система уравнений.
Система уравнений включает уравнения равновесия, уравнения связи между полем скоростей материальных точек и скоростей деформаций, уравнения связи между напряженным и деформированным состоянием, условия несжимаемости, критерий пластичности, уравнения энергетического баланса. Пользователь может задать зависимость сопротивления деформированию от других параметров, рассчитываемых в подпрограммах пользователя. Материал считается изотропным и изотропно упрочняющимся. Трение на контакте между инструментом и заготовкой учитывается законом трения Зибеля, Леванова или Кулона, или смешанным.
Метод конечных элементов получил широкое распространение в практике инженерных расчетов. Однако многие пользователи идеализируют результаты расчетов, полученных с помощью этого метода. Следует иметь в виду некоторые численные допущения как в процессе постановки задачи, так и численного решения, а также помнить о неизбежно возникающих погрешностях решений. Поэтому для минимизации возможных ошибок пользователю следует понимать как функционирует программа, чтобы корректно задавать исходные данные и интерпретировать результаты расчета.

## Состав программного комплекса
- Базовый расчётный модуль — универсальный программный комплекс, позволяющий моделировать основные процессы обработки давлением.
- Холодная штамповка -— специализированный модуль, дополнение к базовому расчётному модулю. Содержит базу материалов для холодного деформирования.
- Продольная и реверсивная прокатка — дополнительный модуль для быстрого задания параметров продольной прокатки.
- Винтовая прокатка — дополнительный модуль для винтовой прокатки и прошивки труб.
- Раскатка колец — специальный модуль для задания сложной кинематики процессов раскатки колец.
- Прессование профилей — комплекс для экструзии алюминиевых профилей. Включает модуль для расчёта процесса и САПР QExDD, позволяющий проектировать матричную оснастку.
- Листовая штамповка — модуль для моделирования листоштамповочных операций.
- Микроструктура — дополнение к базовому расчётному модулю для моделирования изменения размера зёрен
- Термообработка — дополнение к базовому расчетному модулю для моделирования термической обработки
- САПР Калибр — система автоматизированного проектирования инструмента и технологического процесса. Предназначена для разработки и совершенствования прокатки сортовых и фасонных профилей. Позволяет подобрать состав, тип и расположение клетей стана, спроектировать калибры, выбрать температурные и скоростные режимы, определить энергосиловые параметры. Созданные 3D-модели инструмента могут быть использованы как для моделирования процесса, так и для создания чертежей и схем.
- САПР QExDD -— система проектирования и оптимизации матричной оснастки для прессования сплошных и полых профилей из алюминиевых сплавов. Разработана на основе популярной CAD системы ANSYS SpaceClaim. Геометрия матриц генерируется на основе существующего чертежа или созданного эскиза. Модели инструментов из QExDD могут использоваться и для моделирования процесса, и для изготовления с применением CAM-систем.
- САПР QForm Direct — система автоматизированного проектирования переходов горячей объёмной штамповки позволяет проектировать инструмент для предварительных операций. Возможен прямой обмен геометрическими моделями и результатами моделирования между базовым модулем QForm и QForm Direct для проверки технологического процесса и наличия дефектов.

## Преимущества
- Возможность импорта геометрических данных из большинства CAD
- Простое задание исходных данных в Мастере, не требующее от инженера знаний в области МКЭ
- Редактируемые базы данных материалов, смазок и оборудования

## Недостатки
Отсутствует возможность написания пользовательских подпрограмм для постобработки данных, что ограничивает возможности использования программы в исследовательских целях.
В новой версии программы QForm 7 данная функция была добавлена.